# Pruina

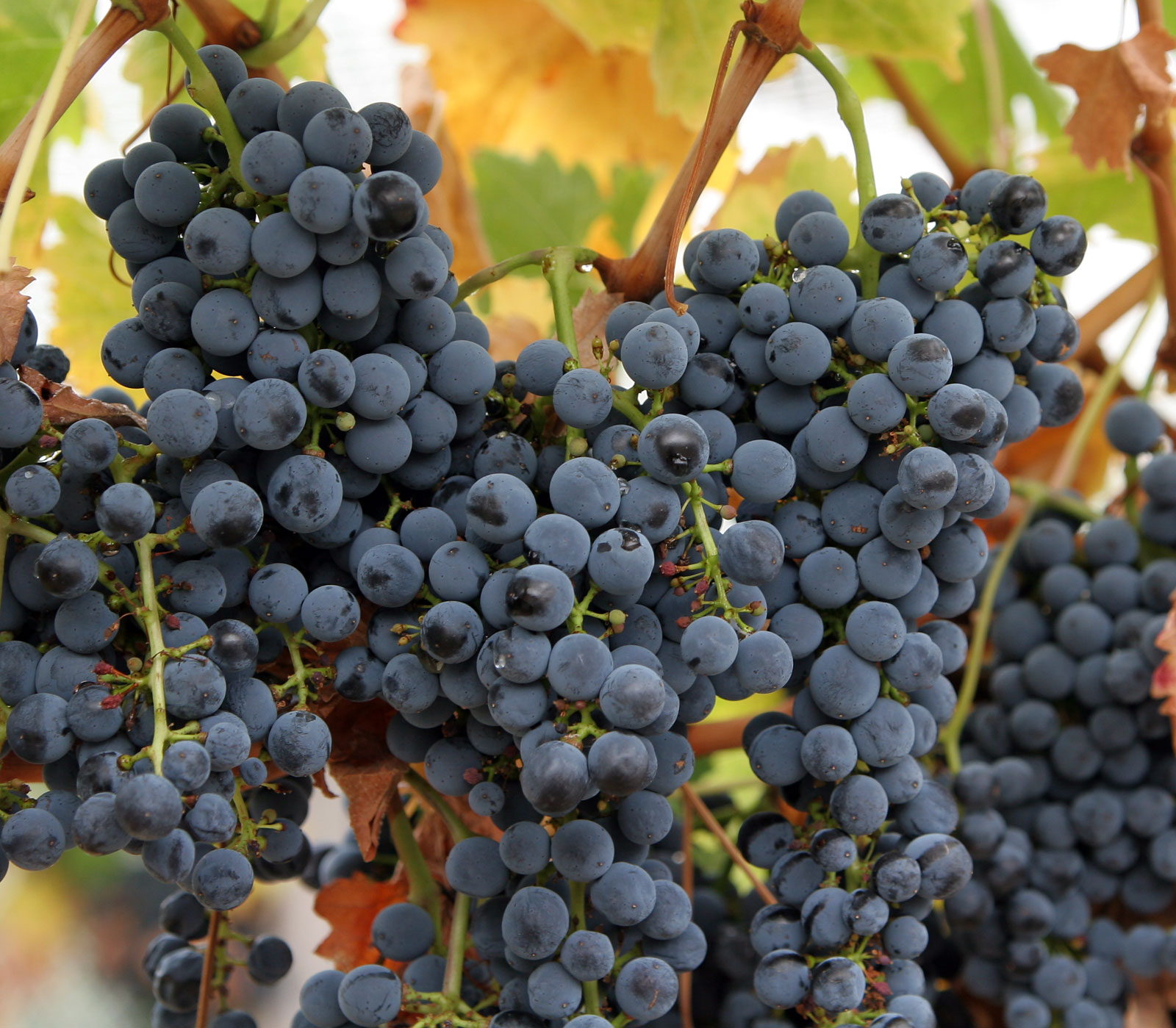
Acini d'uva ricoperti da pruina

La pruina è una sostanza di consistenza cerosa che viene prodotta dalle cellule superficiali dell'epidermide di frutti e foglie. 
Protegge dai raggi ultravioletti e impedisce inoltre l'eccessiva disidratazione. 
È particolarmente visibile sulle bucce di acini d'uva, di specie del genere Prunus (esempi: il prugnolo, il mirabolano) e sulle foglie di piante grasse quali le crassulacee come uno strato opaco biancastro, o su alcune graminacee come il sorgo ed anche sulle galbule del genere Juniperus.
In micologia la pruina è l'impolveratura, di solito biancastra, della superficie del cappello o del gambo dei funghi dovuta ad aggregati di cellule simili a polvere sottilissima o anche alla presenza di spore.
È una cera biologica che deriva da acidi grassi a lunga catena (C14-C36), con alcol diversi dal glicerolo, solitamente a lunga catena.